# Oulad Ziyane
Oulad Ziyane  (in arabo اولاد زيان‎?) è un centro abitato e comune rurale del Marocco situato nella provincia di Berrechid, regione di Casablanca-Settat. Conta una popolazione di 17 095 abitanti (censimento 2014).